# ويل هاريس
ويل هاريس (بالإنجليزية: Will Harris)‏ هو لاعب كرة قاعدة أمريكي، ولد في 28 أغسطس 1984 في هيوستن في الولايات المتحدة.

## وصلات خارجية
- ويل هاريس على موقع دوري كرة القاعدة الرئيسي (الإنجليزية)
- ويل هاريس على موقعبيزبول رفرنس.كوم (الدوري الرئيسي) (الإنجليزية)
- ويل هاريس على موقعبيزبول رفرنس.كوم (الدوري الثانوي) (الإنجليزية)
- ويل هاريس على موقع إي إس بي إن.كوم (أم.أل.بي) (الإنجليزية)
- ويل هاريس على موقع مشجعي الرسوم البيانية (الإنجليزية)